# 哥伦比亚法学院

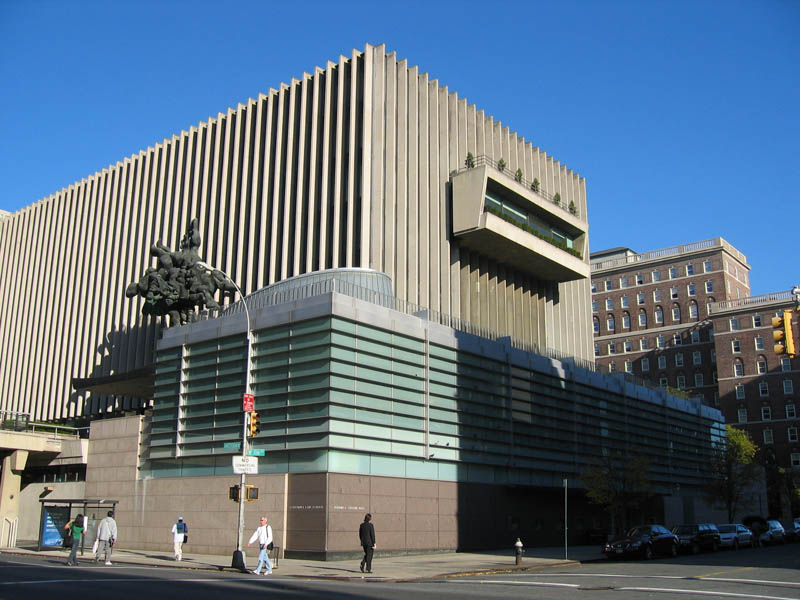
法学院大楼跟法学院图书馆

哥伦比亚法学院（英語：Columbia Law School）位于美国纽约，是附属于哥伦比亚大学的法学院，创设于1858年。

哥伦比亚法学院的图书馆是美国法学院图书馆里第二大的，藏有超过一百万本图书，订阅了7450多种期刊。

## 排名
自从美国新闻与世界报道1987年开始对法学院排名以后，哥伦比亚法学院大多排在前5名。2024年美国新闻与世界报道将哥伦比亚法学院排在第8名。

## 知名校友
- 薄瓜瓜[7]
- 富兰克林·德拉诺·罗斯福：美国总统
- 西奥多·罗斯福：美国总统
- 班布里奇·科尔比：美国国务卿
- 查尔斯·埃文斯·休斯：美国国务卿、美国首席大法官、纽约州州长
- 哈伦·菲斯克·斯通：美国司法部长、美国最高法院大法官、美国首席大法官
- 埃里克·霍尔德：美国司法部长
- 约翰·杰伊：美国首席大法官
- 科尔盖特·达登：弗吉尼亚州州长、弗吉尼亚大学校长
- 贾德·格雷格：新罕布什尔州州长
- 格雷·戴维斯：加利福尼亚州州长
- 托马斯·E·杜威：纽约州州长
- 约翰·W·金：新罕布什尔州州长
- 罗伯特·B·迈纳：新泽西州州长
- 乔治·保陶基：纽约州州长
- 霍勒斯·怀特：纽约州州长
- 迈克尔·I·索文：哥伦比亚大学校长
- 弗兰克·约翰逊·古德诺：约翰·霍普金斯大学校长